# Nacaduba metallica
Nacaduba metallica är en fjärilsart som beskrevs av Hans Fruhstorfer 1916. Nacaduba metallica ingår i släktet Nacaduba och familjen juvelvingar. Inga underarter finns listade i Catalogue of Life.